# Краснохвостый астрильд
Краснохво́стый астрильд (лат. Glaucestrilda caerulescens) — вид птиц семейства вьюрковых ткачиков отряда воробьинообразных.

## Внешний вид
Длина тела около 10,5 см. Самец и самка окрашены одинаково. Верх головы, шея, спина и крылья светло-голубовато-серые. Надхвостье, верхние и нижние кроющие хвоста красные, хвост тоже красный, лишь крайние рулевые чёрные. Стороны головы, горло, зоб и верхняя часть груди почти белые с лёгким серо-голубым оттенком. Уздечка чёрная, за коричневым глазом небольшое чёрное пятнышко. Нижняя часть груди серая, брюшко чёрное. Клюв тёмно-серый с розовым основанием. Ноги серовато-чёрные.

Молодые птицы похожи на взрослых, но клюв у них розовый.

## Распространение
Обитают в Сенегале, Гамбии, юго-западных и южных районах Мали, в Буркина-Фасо, северо-западных районах Бенина и в Нигерии до озера Чад.
Относится к редким видам.

## Образ жизни
Населяют акациевые саванны, галерейные леса, сады и деревья у полей в земледельческих районах. Во время гнездования держатся парами, а в межгнездовой период собираются в стайки до полусотни особей вместе с серыми астрильдами. Ночуют обычно в гнёздах. Если по какой-то причине они ночуют на ветках, то спят вниз головой, как некоторые виды попугаев. Питаются семенами трав и мелкими летающими насекомыми.
Самец, перелетая с ветки на ветку, поворачивается из стороны в сторону в горизонтальной плоскости и поёт многократно повторяющееся «зиитюй», причём второй слог намного тише. Сразу после песни самца самка отвечает двусложным «зит-зит». Обычно без самца самка не поёт.

## Размножение
Шарообразное гнездо с длинной влётной трубкой, обращённой вертикально вниз, плетут из мягкой травы и растительных волокон. Устраивают гнёзда обычно на ветках. Самка откладывает от 2 до 4 яиц, на которых обе птицы сидят в течение 15 дней. Птенцы покидают гнездо в возрасте 16—18 дней.